# Chris Sligh
Chris Sligh, né le 20 juillet 1978 à Madison, Tennessee, aux États-Unis, est un chanteur américain, issu de la sixième saison du télécrochet American Idol, dont il finit dixième. Il est le leader du groupe Half Past Forever.

## Prestations lors d'American Idol
Auditions/Hollywood
- Audition - Kiss from a Rose (Seal)
- Group Performance - How Deep Is Your Love (Bee Gees) (avec Blake Lewis, Rudy Cardenas et Tom Lowe)
- Final Round Performance - Have You Ever Really Loved a Woman? (Bryan Adams)

| Semaine #       | Semaine #       | Semaine #       | Semaine #       | Semaine #       | Semaine #       | Semaine #       | Semaine #       | Semaine #       | Semaine #       | Semaine #       | Semaine #       | Semaine #       | Semaine #       | Semaine #       | Semaine #       | Semaine #       | Semaine #       | Semaine #       | Semaine #       | Semaine #       | Semaine #       | Semaine #       | Semaine #       | Semaine #       | Semaine #       | Semaine #       | Semaine #       | Semaine #       | Semaine #       | Semaine #       | Semaine #       | Semaine #       | Semaine #       | Semaine #       | Semaine #       | Semaine #       | Semaine #       | Semaine #       | Semaine #       | Semaine #       | Semaine #       | Semaine #       | Semaine #       | Semaine #       | Semaine #       | Semaine #       | Semaine #       | Semaine #       | Semaine #       | Semaine #       | Semaine #       | Semaine #       | Semaine #       | Semaine #       | Semaine #       | Semaine #       | Semaine #       | Semaine #       | Semaine #       | Semaine #       | Semaine #       | Semaine #       | Semaine #       | Semaine #       | Semaine #       | Semaine #       | Semaine #       | Semaine #       | Semaine #       | Semaine #       | Semaine #       | Semaine #       | Semaine #       | Semaine #       | Semaine #       | Semaine #       | Semaine #       | Semaine #       | Semaine #       | Semaine #       | Semaine #       | Semaine #       | Semaine #       | Semaine #       | Semaine #       | Semaine #       | Semaine #       | Semaine #       | Semaine #       | Semaine #       | Semaine #       | Semaine #       | Semaine #       | Semaine #       | Semaine #       | Semaine #       | Semaine #       | Semaine #       | Semaine #       | Thème                 | Thème                 | Thème                 | Thème                 | Thème                 | Thème                 | Thème                 | Thème                 | Thème                 | Thème                 | Thème                 | Thème                 | Thème                 | Thème                 | Thème                 | Thème                 | Thème                 | Thème                 | Thème                 | Thème                 | Thème                 | Thème                 | Thème                 | Thème                 | Thème                 | Thème                 | Thème                 | Thème                 | Thème                 | Thème                 | Thème                 | Thème                 | Thème                 | Thème                 | Thème                 | Thème                 | Thème                 | Thème                 | Thème                 | Thème                 | Thème                 | Thème                 | Thème                 | Thème                 | Thème                 | Thème                 | Thème                 | Thème                 | Thème                 | Thème                 | Thème                 | Thème                 | Thème                 | Thème                 | Thème                 | Thème                 | Thème                 | Thème                 | Thème                 | Thème                 | Thème                 | Thème                 | Thème                 | Thème                 | Thème                 | Thème                 | Thème                 | Thème                 | Thème                 | Thème                 | Thème                 | Thème                 | Thème                 | Thème                 | Thème                 | Thème                 | Thème                 | Thème                 | Thème                 | Thème                 | Thème                 | Thème                 | Thème                 | Thème                 | Thème                 | Thème                 | Thème                 | Thème                 | Thème                 | Thème                 | Thème                 | Thème                 | Thème                 | Thème                 | Thème                 | Thème                 | Thème                 | Thème                 | Thème                 | Thème                 | Chanson                              | Chanson                              | Chanson                              | Chanson                              | Chanson                              | Chanson                              | Chanson                              | Chanson                              | Chanson                              | Chanson                              | Chanson                              | Chanson                              | Chanson                              | Chanson                              | Chanson                              | Chanson                              | Chanson                              | Chanson                              | Chanson                              | Chanson                              | Chanson                              | Chanson                              | Chanson                              | Chanson                              | Chanson                              | Chanson                              | Chanson                              | Chanson                              | Chanson                              | Chanson                              | Chanson                              | Chanson                              | Chanson                              | Chanson                              | Chanson                              | Chanson                              | Chanson                              | Chanson                              | Chanson                              | Chanson                              | Chanson                              | Chanson                              | Chanson                              | Chanson                              | Chanson                              | Chanson                              | Chanson                              | Chanson                              | Chanson                              | Chanson                              | Chanson                              | Chanson                              | Chanson                              | Chanson                              | Chanson                              | Chanson                              | Chanson                              | Chanson                              | Chanson                              | Chanson                              | Chanson                              | Chanson                              | Chanson                              | Chanson                              | Chanson                              | Chanson                              | Chanson                              | Chanson                              | Chanson                              | Chanson                              | Chanson                              | Chanson                              | Chanson                              | Chanson                              | Chanson                              | Chanson                              | Chanson                              | Chanson                              | Chanson                              | Chanson                              | Chanson                              | Chanson                              | Chanson                              | Chanson                              | Chanson                              | Chanson                              | Chanson                              | Chanson                              | Chanson                              | Chanson                              | Chanson                              | Chanson                              | Chanson                              | Chanson                              | Chanson                              | Chanson                              | Chanson                              | Chanson                              | Chanson                              | Chanson                              | Artiste                     | Artiste                     | Artiste                     | Artiste                     | Artiste                     | Artiste                     | Artiste                     | Artiste                     | Artiste                     | Artiste                     | Artiste                     | Artiste                     | Artiste                     | Artiste                     | Artiste                     | Artiste                     | Artiste                     | Artiste                     | Artiste                     | Artiste                     | Artiste                     | Artiste                     | Artiste                     | Artiste                     | Artiste                     | Artiste                     | Artiste                     | Artiste                     | Artiste                     | Artiste                     | Artiste                     | Artiste                     | Artiste                     | Artiste                     | Artiste                     | Artiste                     | Artiste                     | Artiste                     | Artiste                     | Artiste                     | Artiste                     | Artiste                     | Artiste                     | Artiste                     | Artiste                     | Artiste                     | Artiste                     | Artiste                     | Artiste                     | Artiste                     | Artiste                     | Artiste                     | Artiste                     | Artiste                     | Artiste                     | Artiste                     | Artiste                     | Artiste                     | Artiste                     | Artiste                     | Artiste                     | Artiste                     | Artiste                     | Artiste                     | Artiste                     | Artiste                     | Artiste                     | Artiste                     | Artiste                     | Artiste                     | Artiste                     | Artiste                     | Artiste                     | Artiste                     | Artiste                     | Artiste                     | Artiste                     | Artiste                     | Artiste                     | Artiste                     | Artiste                     | Artiste                     | Artiste                     | Artiste                     | Artiste                     | Artiste                     | Artiste                     | Artiste                     | Artiste                     | Artiste                     | Artiste                     | Artiste                     | Artiste                     | Artiste                     | Artiste                     | Artiste                     | Artiste                     | Artiste                     | Artiste                     | Artiste                     | Ordre # | Ordre # | Ordre # | Ordre # | Ordre # | Ordre # | Ordre # | Ordre # | Ordre # | Ordre # | Ordre # | Ordre # | Ordre # | Ordre # | Ordre # | Ordre # | Ordre # | Ordre # | Ordre # | Ordre # | Ordre # | Ordre # | Ordre # | Ordre # | Ordre # | Ordre # | Ordre # | Ordre # | Ordre # | Ordre # | Ordre # | Ordre # | Ordre # | Ordre # | Ordre # | Ordre # | Ordre # | Ordre # | Ordre # | Ordre # | Ordre # | Ordre # | Ordre # | Ordre # | Ordre # | Ordre # | Ordre # | Ordre # | Ordre # | Ordre # | Ordre # | Ordre # | Ordre # | Ordre # | Ordre # | Ordre # | Ordre # | Ordre # | Ordre # | Ordre # | Ordre # | Ordre # | Ordre # | Ordre # | Ordre # | Ordre # | Ordre # | Ordre # | Ordre # | Ordre # | Ordre # | Ordre # | Ordre # | Ordre # | Ordre # | Ordre # | Ordre # | Ordre # | Ordre # | Ordre # | Ordre # | Ordre # | Ordre # | Ordre # | Ordre # | Ordre # | Ordre # | Ordre # | Ordre # | Ordre # | Ordre # | Ordre # | Ordre # | Ordre # | Ordre # | Ordre # | Ordre # | Ordre # | Ordre # | Ordre # | Résultat  | Résultat  | Résultat  | Résultat  | Résultat  | Résultat  | Résultat  | Résultat  | Résultat  | Résultat  | Résultat  | Résultat  | Résultat  | Résultat  | Résultat  | Résultat  | Résultat  | Résultat  | Résultat  | Résultat  | Résultat  | Résultat  | Résultat  | Résultat  | Résultat  | Résultat  | Résultat  | Résultat  | Résultat  | Résultat  | Résultat  | Résultat  | Résultat  | Résultat  | Résultat  | Résultat  | Résultat  | Résultat  | Résultat  | Résultat  | Résultat  | Résultat  | Résultat  | Résultat  | Résultat  | Résultat  | Résultat  | Résultat  | Résultat  | Résultat  | Résultat  | Résultat  | Résultat  | Résultat  | Résultat  | Résultat  | Résultat  | Résultat  | Résultat  | Résultat  | Résultat  | Résultat  | Résultat  | Résultat  | Résultat  | Résultat  | Résultat  | Résultat  | Résultat  | Résultat  | Résultat  | Résultat  | Résultat  | Résultat  | Résultat  | Résultat  | Résultat  | Résultat  | Résultat  | Résultat  | Résultat  | Résultat  | Résultat  | Résultat  | Résultat  | Résultat  | Résultat  | Résultat  | Résultat  | Résultat  | Résultat  | Résultat  | Résultat  | Résultat  | Résultat  | Résultat  | Résultat  | Résultat  | Résultat  | Résultat  |
| Top 24 (12 Men) | Top 24 (12 Men) | Top 24 (12 Men) | Top 24 (12 Men) | Top 24 (12 Men) | Top 24 (12 Men) | Top 24 (12 Men) | Top 24 (12 Men) | Top 24 (12 Men) | Top 24 (12 Men) | Top 24 (12 Men) | Top 24 (12 Men) | Top 24 (12 Men) | Top 24 (12 Men) | Top 24 (12 Men) | Top 24 (12 Men) | Top 24 (12 Men) | Top 24 (12 Men) | Top 24 (12 Men) | Top 24 (12 Men) | Top 24 (12 Men) | Top 24 (12 Men) | Top 24 (12 Men) | Top 24 (12 Men) | Top 24 (12 Men) | Top 24 (12 Men) | Top 24 (12 Men) | Top 24 (12 Men) | Top 24 (12 Men) | Top 24 (12 Men) | Top 24 (12 Men) | Top 24 (12 Men) | Top 24 (12 Men) | Top 24 (12 Men) | Top 24 (12 Men) | Top 24 (12 Men) | Top 24 (12 Men) | Top 24 (12 Men) | Top 24 (12 Men) | Top 24 (12 Men) | Top 24 (12 Men) | Top 24 (12 Men) | Top 24 (12 Men) | Top 24 (12 Men) | Top 24 (12 Men) | Top 24 (12 Men) | Top 24 (12 Men) | Top 24 (12 Men) | Top 24 (12 Men) | Top 24 (12 Men) | Top 24 (12 Men) | Top 24 (12 Men) | Top 24 (12 Men) | Top 24 (12 Men) | Top 24 (12 Men) | Top 24 (12 Men) | Top 24 (12 Men) | Top 24 (12 Men) | Top 24 (12 Men) | Top 24 (12 Men) | Top 24 (12 Men) | Top 24 (12 Men) | Top 24 (12 Men) | Top 24 (12 Men) | Top 24 (12 Men) | Top 24 (12 Men) | Top 24 (12 Men) | Top 24 (12 Men) | Top 24 (12 Men) | Top 24 (12 Men) | Top 24 (12 Men) | Top 24 (12 Men) | Top 24 (12 Men) | Top 24 (12 Men) | Top 24 (12 Men) | Top 24 (12 Men) | Top 24 (12 Men) | Top 24 (12 Men) | Top 24 (12 Men) | Top 24 (12 Men) | Top 24 (12 Men) | Top 24 (12 Men) | Top 24 (12 Men) | Top 24 (12 Men) | Top 24 (12 Men) | Top 24 (12 Men) | Top 24 (12 Men) | Top 24 (12 Men) | Top 24 (12 Men) | Top 24 (12 Men) | Top 24 (12 Men) | Top 24 (12 Men) | Top 24 (12 Men) | Top 24 (12 Men) | Top 24 (12 Men) | Top 24 (12 Men) | Top 24 (12 Men) | Top 24 (12 Men) | Top 24 (12 Men) | Top 24 (12 Men) | N/A                   | N/A                   | N/A                   | N/A                   | N/A                   | N/A                   | N/A                   | N/A                   | N/A                   | N/A                   | N/A                   | N/A                   | N/A                   | N/A                   | N/A                   | N/A                   | N/A                   | N/A                   | N/A                   | N/A                   | N/A                   | N/A                   | N/A                   | N/A                   | N/A                   | N/A                   | N/A                   | N/A                   | N/A                   | N/A                   | N/A                   | N/A                   | N/A                   | N/A                   | N/A                   | N/A                   | N/A                   | N/A                   | N/A                   | N/A                   | N/A                   | N/A                   | N/A                   | N/A                   | N/A                   | N/A                   | N/A                   | N/A                   | N/A                   | N/A                   | N/A                   | N/A                   | N/A                   | N/A                   | N/A                   | N/A                   | N/A                   | N/A                   | N/A                   | N/A                   | N/A                   | N/A                   | N/A                   | N/A                   | N/A                   | N/A                   | N/A                   | N/A                   | N/A                   | N/A                   | N/A                   | N/A                   | N/A                   | N/A                   | N/A                   | N/A                   | N/A                   | N/A                   | N/A                   | N/A                   | N/A                   | N/A                   | N/A                   | N/A                   | N/A                   | N/A                   | N/A                   | N/A                   | N/A                   | N/A                   | N/A                   | N/A                   | N/A                   | N/A                   | N/A                   | N/A                   | N/A                   | N/A                   | N/A                   | N/A                   | Typical                              | Typical                              | Typical                              | Typical                              | Typical                              | Typical                              | Typical                              | Typical                              | Typical                              | Typical                              | Typical                              | Typical                              | Typical                              | Typical                              | Typical                              | Typical                              | Typical                              | Typical                              | Typical                              | Typical                              | Typical                              | Typical                              | Typical                              | Typical                              | Typical                              | Typical                              | Typical                              | Typical                              | Typical                              | Typical                              | Typical                              | Typical                              | Typical                              | Typical                              | Typical                              | Typical                              | Typical                              | Typical                              | Typical                              | Typical                              | Typical                              | Typical                              | Typical                              | Typical                              | Typical                              | Typical                              | Typical                              | Typical                              | Typical                              | Typical                              | Typical                              | Typical                              | Typical                              | Typical                              | Typical                              | Typical                              | Typical                              | Typical                              | Typical                              | Typical                              | Typical                              | Typical                              | Typical                              | Typical                              | Typical                              | Typical                              | Typical                              | Typical                              | Typical                              | Typical                              | Typical                              | Typical                              | Typical                              | Typical                              | Typical                              | Typical                              | Typical                              | Typical                              | Typical                              | Typical                              | Typical                              | Typical                              | Typical                              | Typical                              | Typical                              | Typical                              | Typical                              | Typical                              | Typical                              | Typical                              | Typical                              | Typical                              | Typical                              | Typical                              | Typical                              | Typical                              | Typical                              | Typical                              | Typical                              | Typical                              | Mutemath                    | Mutemath                    | Mutemath                    | Mutemath                    | Mutemath                    | Mutemath                    | Mutemath                    | Mutemath                    | Mutemath                    | Mutemath                    | Mutemath                    | Mutemath                    | Mutemath                    | Mutemath                    | Mutemath                    | Mutemath                    | Mutemath                    | Mutemath                    | Mutemath                    | Mutemath                    | Mutemath                    | Mutemath                    | Mutemath                    | Mutemath                    | Mutemath                    | Mutemath                    | Mutemath                    | Mutemath                    | Mutemath                    | Mutemath                    | Mutemath                    | Mutemath                    | Mutemath                    | Mutemath                    | Mutemath                    | Mutemath                    | Mutemath                    | Mutemath                    | Mutemath                    | Mutemath                    | Mutemath                    | Mutemath                    | Mutemath                    | Mutemath                    | Mutemath                    | Mutemath                    | Mutemath                    | Mutemath                    | Mutemath                    | Mutemath                    | Mutemath                    | Mutemath                    | Mutemath                    | Mutemath                    | Mutemath                    | Mutemath                    | Mutemath                    | Mutemath                    | Mutemath                    | Mutemath                    | Mutemath                    | Mutemath                    | Mutemath                    | Mutemath                    | Mutemath                    | Mutemath                    | Mutemath                    | Mutemath                    | Mutemath                    | Mutemath                    | Mutemath                    | Mutemath                    | Mutemath                    | Mutemath                    | Mutemath                    | Mutemath                    | Mutemath                    | Mutemath                    | Mutemath                    | Mutemath                    | Mutemath                    | Mutemath                    | Mutemath                    | Mutemath                    | Mutemath                    | Mutemath                    | Mutemath                    | Mutemath                    | Mutemath                    | Mutemath                    | Mutemath                    | Mutemath                    | Mutemath                    | Mutemath                    | Mutemath                    | Mutemath                    | Mutemath                    | Mutemath                    | Mutemath                    | Mutemath                    | 9       | 9       | 9       | 9       | 9       | 9       | 9       | 9       | 9       | 9       | 9       | 9       | 9       | 9       | 9       | 9       | 9       | 9       | 9       | 9       | 9       | 9       | 9       | 9       | 9       | 9       | 9       | 9       | 9       | 9       | 9       | 9       | 9       | 9       | 9       | 9       | 9       | 9       | 9       | 9       | 9       | 9       | 9       | 9       | 9       | 9       | 9       | 9       | 9       | 9       | 9       | 9       | 9       | 9       | 9       | 9       | 9       | 9       | 9       | 9       | 9       | 9       | 9       | 9       | 9       | 9       | 9       | 9       | 9       | 9       | 9       | 9       | 9       | 9       | 9       | 9       | 9       | 9       | 9       | 9       | 9       | 9       | 9       | 9       | 9       | 9       | 9       | 9       | 9       | 9       | 9       | 9       | 9       | 9       | 9       | 9       | 9       | 9       | 9       | 9       | Safe      | Safe      | Safe      | Safe      | Safe      | Safe      | Safe      | Safe      | Safe      | Safe      | Safe      | Safe      | Safe      | Safe      | Safe      | Safe      | Safe      | Safe      | Safe      | Safe      | Safe      | Safe      | Safe      | Safe      | Safe      | Safe      | Safe      | Safe      | Safe      | Safe      | Safe      | Safe      | Safe      | Safe      | Safe      | Safe      | Safe      | Safe      | Safe      | Safe      | Safe      | Safe      | Safe      | Safe      | Safe      | Safe      | Safe      | Safe      | Safe      | Safe      | Safe      | Safe      | Safe      | Safe      | Safe      | Safe      | Safe      | Safe      | Safe      | Safe      | Safe      | Safe      | Safe      | Safe      | Safe      | Safe      | Safe      | Safe      | Safe      | Safe      | Safe      | Safe      | Safe      | Safe      | Safe      | Safe      | Safe      | Safe      | Safe      | Safe      | Safe      | Safe      | Safe      | Safe      | Safe      | Safe      | Safe      | Safe      | Safe      | Safe      | Safe      | Safe      | Safe      | Safe      | Safe      | Safe      | Safe      | Safe      | Safe      | Safe      |
| Top 20 (10 Men) | Top 20 (10 Men) | Top 20 (10 Men) | Top 20 (10 Men) | Top 20 (10 Men) | Top 20 (10 Men) | Top 20 (10 Men) | Top 20 (10 Men) | Top 20 (10 Men) | Top 20 (10 Men) | Top 20 (10 Men) | Top 20 (10 Men) | Top 20 (10 Men) | Top 20 (10 Men) | Top 20 (10 Men) | Top 20 (10 Men) | Top 20 (10 Men) | Top 20 (10 Men) | Top 20 (10 Men) | Top 20 (10 Men) | Top 20 (10 Men) | Top 20 (10 Men) | Top 20 (10 Men) | Top 20 (10 Men) | Top 20 (10 Men) | Top 20 (10 Men) | Top 20 (10 Men) | Top 20 (10 Men) | Top 20 (10 Men) | Top 20 (10 Men) | Top 20 (10 Men) | Top 20 (10 Men) | Top 20 (10 Men) | Top 20 (10 Men) | Top 20 (10 Men) | Top 20 (10 Men) | Top 20 (10 Men) | Top 20 (10 Men) | Top 20 (10 Men) | Top 20 (10 Men) | Top 20 (10 Men) | Top 20 (10 Men) | Top 20 (10 Men) | Top 20 (10 Men) | Top 20 (10 Men) | Top 20 (10 Men) | Top 20 (10 Men) | Top 20 (10 Men) | Top 20 (10 Men) | Top 20 (10 Men) | Top 20 (10 Men) | Top 20 (10 Men) | Top 20 (10 Men) | Top 20 (10 Men) | Top 20 (10 Men) | Top 20 (10 Men) | Top 20 (10 Men) | Top 20 (10 Men) | Top 20 (10 Men) | Top 20 (10 Men) | Top 20 (10 Men) | Top 20 (10 Men) | Top 20 (10 Men) | Top 20 (10 Men) | Top 20 (10 Men) | Top 20 (10 Men) | Top 20 (10 Men) | Top 20 (10 Men) | Top 20 (10 Men) | Top 20 (10 Men) | Top 20 (10 Men) | Top 20 (10 Men) | Top 20 (10 Men) | Top 20 (10 Men) | Top 20 (10 Men) | Top 20 (10 Men) | Top 20 (10 Men) | Top 20 (10 Men) | Top 20 (10 Men) | Top 20 (10 Men) | Top 20 (10 Men) | Top 20 (10 Men) | Top 20 (10 Men) | Top 20 (10 Men) | Top 20 (10 Men) | Top 20 (10 Men) | Top 20 (10 Men) | Top 20 (10 Men) | Top 20 (10 Men) | Top 20 (10 Men) | Top 20 (10 Men) | Top 20 (10 Men) | Top 20 (10 Men) | Top 20 (10 Men) | Top 20 (10 Men) | Top 20 (10 Men) | Top 20 (10 Men) | Top 20 (10 Men) | Top 20 (10 Men) | Top 20 (10 Men) | N/A                   | N/A                   | N/A                   | N/A                   | N/A                   | N/A                   | N/A                   | N/A                   | N/A                   | N/A                   | N/A                   | N/A                   | N/A                   | N/A                   | N/A                   | N/A                   | N/A                   | N/A                   | N/A                   | N/A                   | N/A                   | N/A                   | N/A                   | N/A                   | N/A                   | N/A                   | N/A                   | N/A                   | N/A                   | N/A                   | N/A                   | N/A                   | N/A                   | N/A                   | N/A                   | N/A                   | N/A                   | N/A                   | N/A                   | N/A                   | N/A                   | N/A                   | N/A                   | N/A                   | N/A                   | N/A                   | N/A                   | N/A                   | N/A                   | N/A                   | N/A                   | N/A                   | N/A                   | N/A                   | N/A                   | N/A                   | N/A                   | N/A                   | N/A                   | N/A                   | N/A                   | N/A                   | N/A                   | N/A                   | N/A                   | N/A                   | N/A                   | N/A                   | N/A                   | N/A                   | N/A                   | N/A                   | N/A                   | N/A                   | N/A                   | N/A                   | N/A                   | N/A                   | N/A                   | N/A                   | N/A                   | N/A                   | N/A                   | N/A                   | N/A                   | N/A                   | N/A                   | N/A                   | N/A                   | N/A                   | N/A                   | N/A                   | N/A                   | N/A                   | N/A                   | N/A                   | N/A                   | N/A                   | N/A                   | N/A                   | Trouble                              | Trouble                              | Trouble                              | Trouble                              | Trouble                              | Trouble                              | Trouble                              | Trouble                              | Trouble                              | Trouble                              | Trouble                              | Trouble                              | Trouble                              | Trouble                              | Trouble                              | Trouble                              | Trouble                              | Trouble                              | Trouble                              | Trouble                              | Trouble                              | Trouble                              | Trouble                              | Trouble                              | Trouble                              | Trouble                              | Trouble                              | Trouble                              | Trouble                              | Trouble                              | Trouble                              | Trouble                              | Trouble                              | Trouble                              | Trouble                              | Trouble                              | Trouble                              | Trouble                              | Trouble                              | Trouble                              | Trouble                              | Trouble                              | Trouble                              | Trouble                              | Trouble                              | Trouble                              | Trouble                              | Trouble                              | Trouble                              | Trouble                              | Trouble                              | Trouble                              | Trouble                              | Trouble                              | Trouble                              | Trouble                              | Trouble                              | Trouble                              | Trouble                              | Trouble                              | Trouble                              | Trouble                              | Trouble                              | Trouble                              | Trouble                              | Trouble                              | Trouble                              | Trouble                              | Trouble                              | Trouble                              | Trouble                              | Trouble                              | Trouble                              | Trouble                              | Trouble                              | Trouble                              | Trouble                              | Trouble                              | Trouble                              | Trouble                              | Trouble                              | Trouble                              | Trouble                              | Trouble                              | Trouble                              | Trouble                              | Trouble                              | Trouble                              | Trouble                              | Trouble                              | Trouble                              | Trouble                              | Trouble                              | Trouble                              | Trouble                              | Trouble                              | Trouble                              | Trouble                              | Trouble                              | Trouble                              | Ray LaMontagne              | Ray LaMontagne              | Ray LaMontagne              | Ray LaMontagne              | Ray LaMontagne              | Ray LaMontagne              | Ray LaMontagne              | Ray LaMontagne              | Ray LaMontagne              | Ray LaMontagne              | Ray LaMontagne              | Ray LaMontagne              | Ray LaMontagne              | Ray LaMontagne              | Ray LaMontagne              | Ray LaMontagne              | Ray LaMontagne              | Ray LaMontagne              | Ray LaMontagne              | Ray LaMontagne              | Ray LaMontagne              | Ray LaMontagne              | Ray LaMontagne              | Ray LaMontagne              | Ray LaMontagne              | Ray LaMontagne              | Ray LaMontagne              | Ray LaMontagne              | Ray LaMontagne              | Ray LaMontagne              | Ray LaMontagne              | Ray LaMontagne              | Ray LaMontagne              | Ray LaMontagne              | Ray LaMontagne              | Ray LaMontagne              | Ray LaMontagne              | Ray LaMontagne              | Ray LaMontagne              | Ray LaMontagne              | Ray LaMontagne              | Ray LaMontagne              | Ray LaMontagne              | Ray LaMontagne              | Ray LaMontagne              | Ray LaMontagne              | Ray LaMontagne              | Ray LaMontagne              | Ray LaMontagne              | Ray LaMontagne              | Ray LaMontagne              | Ray LaMontagne              | Ray LaMontagne              | Ray LaMontagne              | Ray LaMontagne              | Ray LaMontagne              | Ray LaMontagne              | Ray LaMontagne              | Ray LaMontagne              | Ray LaMontagne              | Ray LaMontagne              | Ray LaMontagne              | Ray LaMontagne              | Ray LaMontagne              | Ray LaMontagne              | Ray LaMontagne              | Ray LaMontagne              | Ray LaMontagne              | Ray LaMontagne              | Ray LaMontagne              | Ray LaMontagne              | Ray LaMontagne              | Ray LaMontagne              | Ray LaMontagne              | Ray LaMontagne              | Ray LaMontagne              | Ray LaMontagne              | Ray LaMontagne              | Ray LaMontagne              | Ray LaMontagne              | Ray LaMontagne              | Ray LaMontagne              | Ray LaMontagne              | Ray LaMontagne              | Ray LaMontagne              | Ray LaMontagne              | Ray LaMontagne              | Ray LaMontagne              | Ray LaMontagne              | Ray LaMontagne              | Ray LaMontagne              | Ray LaMontagne              | Ray LaMontagne              | Ray LaMontagne              | Ray LaMontagne              | Ray LaMontagne              | Ray LaMontagne              | Ray LaMontagne              | Ray LaMontagne              | Ray LaMontagne              | 5       | 5       | 5       | 5       | 5       | 5       | 5       | 5       | 5       | 5       | 5       | 5       | 5       | 5       | 5       | 5       | 5       | 5       | 5       | 5       | 5       | 5       | 5       | 5       | 5       | 5       | 5       | 5       | 5       | 5       | 5       | 5       | 5       | 5       | 5       | 5       | 5       | 5       | 5       | 5       | 5       | 5       | 5       | 5       | 5       | 5       | 5       | 5       | 5       | 5       | 5       | 5       | 5       | 5       | 5       | 5       | 5       | 5       | 5       | 5       | 5       | 5       | 5       | 5       | 5       | 5       | 5       | 5       | 5       | 5       | 5       | 5       | 5       | 5       | 5       | 5       | 5       | 5       | 5       | 5       | 5       | 5       | 5       | 5       | 5       | 5       | 5       | 5       | 5       | 5       | 5       | 5       | 5       | 5       | 5       | 5       | 5       | 5       | 5       | 5       | Safe      | Safe      | Safe      | Safe      | Safe      | Safe      | Safe      | Safe      | Safe      | Safe      | Safe      | Safe      | Safe      | Safe      | Safe      | Safe      | Safe      | Safe      | Safe      | Safe      | Safe      | Safe      | Safe      | Safe      | Safe      | Safe      | Safe      | Safe      | Safe      | Safe      | Safe      | Safe      | Safe      | Safe      | Safe      | Safe      | Safe      | Safe      | Safe      | Safe      | Safe      | Safe      | Safe      | Safe      | Safe      | Safe      | Safe      | Safe      | Safe      | Safe      | Safe      | Safe      | Safe      | Safe      | Safe      | Safe      | Safe      | Safe      | Safe      | Safe      | Safe      | Safe      | Safe      | Safe      | Safe      | Safe      | Safe      | Safe      | Safe      | Safe      | Safe      | Safe      | Safe      | Safe      | Safe      | Safe      | Safe      | Safe      | Safe      | Safe      | Safe      | Safe      | Safe      | Safe      | Safe      | Safe      | Safe      | Safe      | Safe      | Safe      | Safe      | Safe      | Safe      | Safe      | Safe      | Safe      | Safe      | Safe      | Safe      | Safe      |
| Top 16 (8 Men)  | Top 16 (8 Men)  | Top 16 (8 Men)  | Top 16 (8 Men)  | Top 16 (8 Men)  | Top 16 (8 Men)  | Top 16 (8 Men)  | Top 16 (8 Men)  | Top 16 (8 Men)  | Top 16 (8 Men)  | Top 16 (8 Men)  | Top 16 (8 Men)  | Top 16 (8 Men)  | Top 16 (8 Men)  | Top 16 (8 Men)  | Top 16 (8 Men)  | Top 16 (8 Men)  | Top 16 (8 Men)  | Top 16 (8 Men)  | Top 16 (8 Men)  | Top 16 (8 Men)  | Top 16 (8 Men)  | Top 16 (8 Men)  | Top 16 (8 Men)  | Top 16 (8 Men)  | Top 16 (8 Men)  | Top 16 (8 Men)  | Top 16 (8 Men)  | Top 16 (8 Men)  | Top 16 (8 Men)  | Top 16 (8 Men)  | Top 16 (8 Men)  | Top 16 (8 Men)  | Top 16 (8 Men)  | Top 16 (8 Men)  | Top 16 (8 Men)  | Top 16 (8 Men)  | Top 16 (8 Men)  | Top 16 (8 Men)  | Top 16 (8 Men)  | Top 16 (8 Men)  | Top 16 (8 Men)  | Top 16 (8 Men)  | Top 16 (8 Men)  | Top 16 (8 Men)  | Top 16 (8 Men)  | Top 16 (8 Men)  | Top 16 (8 Men)  | Top 16 (8 Men)  | Top 16 (8 Men)  | Top 16 (8 Men)  | Top 16 (8 Men)  | Top 16 (8 Men)  | Top 16 (8 Men)  | Top 16 (8 Men)  | Top 16 (8 Men)  | Top 16 (8 Men)  | Top 16 (8 Men)  | Top 16 (8 Men)  | Top 16 (8 Men)  | Top 16 (8 Men)  | Top 16 (8 Men)  | Top 16 (8 Men)  | Top 16 (8 Men)  | Top 16 (8 Men)  | Top 16 (8 Men)  | Top 16 (8 Men)  | Top 16 (8 Men)  | Top 16 (8 Men)  | Top 16 (8 Men)  | Top 16 (8 Men)  | Top 16 (8 Men)  | Top 16 (8 Men)  | Top 16 (8 Men)  | Top 16 (8 Men)  | Top 16 (8 Men)  | Top 16 (8 Men)  | Top 16 (8 Men)  | Top 16 (8 Men)  | Top 16 (8 Men)  | Top 16 (8 Men)  | Top 16 (8 Men)  | Top 16 (8 Men)  | Top 16 (8 Men)  | Top 16 (8 Men)  | Top 16 (8 Men)  | Top 16 (8 Men)  | Top 16 (8 Men)  | Top 16 (8 Men)  | Top 16 (8 Men)  | Top 16 (8 Men)  | Top 16 (8 Men)  | Top 16 (8 Men)  | Top 16 (8 Men)  | Top 16 (8 Men)  | Top 16 (8 Men)  | Top 16 (8 Men)  | Top 16 (8 Men)  | Top 16 (8 Men)  | Top 16 (8 Men)  | N/A                   | N/A                   | N/A                   | N/A                   | N/A                   | N/A                   | N/A                   | N/A                   | N/A                   | N/A                   | N/A                   | N/A                   | N/A                   | N/A                   | N/A                   | N/A                   | N/A                   | N/A                   | N/A                   | N/A                   | N/A                   | N/A                   | N/A                   | N/A                   | N/A                   | N/A                   | N/A                   | N/A                   | N/A                   | N/A                   | N/A                   | N/A                   | N/A                   | N/A                   | N/A                   | N/A                   | N/A                   | N/A                   | N/A                   | N/A                   | N/A                   | N/A                   | N/A                   | N/A                   | N/A                   | N/A                   | N/A                   | N/A                   | N/A                   | N/A                   | N/A                   | N/A                   | N/A                   | N/A                   | N/A                   | N/A                   | N/A                   | N/A                   | N/A                   | N/A                   | N/A                   | N/A                   | N/A                   | N/A                   | N/A                   | N/A                   | N/A                   | N/A                   | N/A                   | N/A                   | N/A                   | N/A                   | N/A                   | N/A                   | N/A                   | N/A                   | N/A                   | N/A                   | N/A                   | N/A                   | N/A                   | N/A                   | N/A                   | N/A                   | N/A                   | N/A                   | N/A                   | N/A                   | N/A                   | N/A                   | N/A                   | N/A                   | N/A                   | N/A                   | N/A                   | N/A                   | N/A                   | N/A                   | N/A                   | N/A                   | Wanna Be Loved                       | Wanna Be Loved                       | Wanna Be Loved                       | Wanna Be Loved                       | Wanna Be Loved                       | Wanna Be Loved                       | Wanna Be Loved                       | Wanna Be Loved                       | Wanna Be Loved                       | Wanna Be Loved                       | Wanna Be Loved                       | Wanna Be Loved                       | Wanna Be Loved                       | Wanna Be Loved                       | Wanna Be Loved                       | Wanna Be Loved                       | Wanna Be Loved                       | Wanna Be Loved                       | Wanna Be Loved                       | Wanna Be Loved                       | Wanna Be Loved                       | Wanna Be Loved                       | Wanna Be Loved                       | Wanna Be Loved                       | Wanna Be Loved                       | Wanna Be Loved                       | Wanna Be Loved                       | Wanna Be Loved                       | Wanna Be Loved                       | Wanna Be Loved                       | Wanna Be Loved                       | Wanna Be Loved                       | Wanna Be Loved                       | Wanna Be Loved                       | Wanna Be Loved                       | Wanna Be Loved                       | Wanna Be Loved                       | Wanna Be Loved                       | Wanna Be Loved                       | Wanna Be Loved                       | Wanna Be Loved                       | Wanna Be Loved                       | Wanna Be Loved                       | Wanna Be Loved                       | Wanna Be Loved                       | Wanna Be Loved                       | Wanna Be Loved                       | Wanna Be Loved                       | Wanna Be Loved                       | Wanna Be Loved                       | Wanna Be Loved                       | Wanna Be Loved                       | Wanna Be Loved                       | Wanna Be Loved                       | Wanna Be Loved                       | Wanna Be Loved                       | Wanna Be Loved                       | Wanna Be Loved                       | Wanna Be Loved                       | Wanna Be Loved                       | Wanna Be Loved                       | Wanna Be Loved                       | Wanna Be Loved                       | Wanna Be Loved                       | Wanna Be Loved                       | Wanna Be Loved                       | Wanna Be Loved                       | Wanna Be Loved                       | Wanna Be Loved                       | Wanna Be Loved                       | Wanna Be Loved                       | Wanna Be Loved                       | Wanna Be Loved                       | Wanna Be Loved                       | Wanna Be Loved                       | Wanna Be Loved                       | Wanna Be Loved                       | Wanna Be Loved                       | Wanna Be Loved                       | Wanna Be Loved                       | Wanna Be Loved                       | Wanna Be Loved                       | Wanna Be Loved                       | Wanna Be Loved                       | Wanna Be Loved                       | Wanna Be Loved                       | Wanna Be Loved                       | Wanna Be Loved                       | Wanna Be Loved                       | Wanna Be Loved                       | Wanna Be Loved                       | Wanna Be Loved                       | Wanna Be Loved                       | Wanna Be Loved                       | Wanna Be Loved                       | Wanna Be Loved                       | Wanna Be Loved                       | Wanna Be Loved                       | Wanna Be Loved                       | Wanna Be Loved                       | dc Talk                     | dc Talk                     | dc Talk                     | dc Talk                     | dc Talk                     | dc Talk                     | dc Talk                     | dc Talk                     | dc Talk                     | dc Talk                     | dc Talk                     | dc Talk                     | dc Talk                     | dc Talk                     | dc Talk                     | dc Talk                     | dc Talk                     | dc Talk                     | dc Talk                     | dc Talk                     | dc Talk                     | dc Talk                     | dc Talk                     | dc Talk                     | dc Talk                     | dc Talk                     | dc Talk                     | dc Talk                     | dc Talk                     | dc Talk                     | dc Talk                     | dc Talk                     | dc Talk                     | dc Talk                     | dc Talk                     | dc Talk                     | dc Talk                     | dc Talk                     | dc Talk                     | dc Talk                     | dc Talk                     | dc Talk                     | dc Talk                     | dc Talk                     | dc Talk                     | dc Talk                     | dc Talk                     | dc Talk                     | dc Talk                     | dc Talk                     | dc Talk                     | dc Talk                     | dc Talk                     | dc Talk                     | dc Talk                     | dc Talk                     | dc Talk                     | dc Talk                     | dc Talk                     | dc Talk                     | dc Talk                     | dc Talk                     | dc Talk                     | dc Talk                     | dc Talk                     | dc Talk                     | dc Talk                     | dc Talk                     | dc Talk                     | dc Talk                     | dc Talk                     | dc Talk                     | dc Talk                     | dc Talk                     | dc Talk                     | dc Talk                     | dc Talk                     | dc Talk                     | dc Talk                     | dc Talk                     | dc Talk                     | dc Talk                     | dc Talk                     | dc Talk                     | dc Talk                     | dc Talk                     | dc Talk                     | dc Talk                     | dc Talk                     | dc Talk                     | dc Talk                     | dc Talk                     | dc Talk                     | dc Talk                     | dc Talk                     | dc Talk                     | dc Talk                     | dc Talk                     | dc Talk                     | dc Talk                     | 8       | 8       | 8       | 8       | 8       | 8       | 8       | 8       | 8       | 8       | 8       | 8       | 8       | 8       | 8       | 8       | 8       | 8       | 8       | 8       | 8       | 8       | 8       | 8       | 8       | 8       | 8       | 8       | 8       | 8       | 8       | 8       | 8       | 8       | 8       | 8       | 8       | 8       | 8       | 8       | 8       | 8       | 8       | 8       | 8       | 8       | 8       | 8       | 8       | 8       | 8       | 8       | 8       | 8       | 8       | 8       | 8       | 8       | 8       | 8       | 8       | 8       | 8       | 8       | 8       | 8       | 8       | 8       | 8       | 8       | 8       | 8       | 8       | 8       | 8       | 8       | 8       | 8       | 8       | 8       | 8       | 8       | 8       | 8       | 8       | 8       | 8       | 8       | 8       | 8       | 8       | 8       | 8       | 8       | 8       | 8       | 8       | 8       | 8       | 8       | Safe      | Safe      | Safe      | Safe      | Safe      | Safe      | Safe      | Safe      | Safe      | Safe      | Safe      | Safe      | Safe      | Safe      | Safe      | Safe      | Safe      | Safe      | Safe      | Safe      | Safe      | Safe      | Safe      | Safe      | Safe      | Safe      | Safe      | Safe      | Safe      | Safe      | Safe      | Safe      | Safe      | Safe      | Safe      | Safe      | Safe      | Safe      | Safe      | Safe      | Safe      | Safe      | Safe      | Safe      | Safe      | Safe      | Safe      | Safe      | Safe      | Safe      | Safe      | Safe      | Safe      | Safe      | Safe      | Safe      | Safe      | Safe      | Safe      | Safe      | Safe      | Safe      | Safe      | Safe      | Safe      | Safe      | Safe      | Safe      | Safe      | Safe      | Safe      | Safe      | Safe      | Safe      | Safe      | Safe      | Safe      | Safe      | Safe      | Safe      | Safe      | Safe      | Safe      | Safe      | Safe      | Safe      | Safe      | Safe      | Safe      | Safe      | Safe      | Safe      | Safe      | Safe      | Safe      | Safe      | Safe      | Safe      | Safe      | Safe      |
| Top 12          | Top 12          | Top 12          | Top 12          | Top 12          | Top 12          | Top 12          | Top 12          | Top 12          | Top 12          | Top 12          | Top 12          | Top 12          | Top 12          | Top 12          | Top 12          | Top 12          | Top 12          | Top 12          | Top 12          | Top 12          | Top 12          | Top 12          | Top 12          | Top 12          | Top 12          | Top 12          | Top 12          | Top 12          | Top 12          | Top 12          | Top 12          | Top 12          | Top 12          | Top 12          | Top 12          | Top 12          | Top 12          | Top 12          | Top 12          | Top 12          | Top 12          | Top 12          | Top 12          | Top 12          | Top 12          | Top 12          | Top 12          | Top 12          | Top 12          | Top 12          | Top 12          | Top 12          | Top 12          | Top 12          | Top 12          | Top 12          | Top 12          | Top 12          | Top 12          | Top 12          | Top 12          | Top 12          | Top 12          | Top 12          | Top 12          | Top 12          | Top 12          | Top 12          | Top 12          | Top 12          | Top 12          | Top 12          | Top 12          | Top 12          | Top 12          | Top 12          | Top 12          | Top 12          | Top 12          | Top 12          | Top 12          | Top 12          | Top 12          | Top 12          | Top 12          | Top 12          | Top 12          | Top 12          | Top 12          | Top 12          | Top 12          | Top 12          | Top 12          | Top 12          | Top 12          | Top 12          | Top 12          | Top 12          | Top 12          | Diana Ross            | Diana Ross            | Diana Ross            | Diana Ross            | Diana Ross            | Diana Ross            | Diana Ross            | Diana Ross            | Diana Ross            | Diana Ross            | Diana Ross            | Diana Ross            | Diana Ross            | Diana Ross            | Diana Ross            | Diana Ross            | Diana Ross            | Diana Ross            | Diana Ross            | Diana Ross            | Diana Ross            | Diana Ross            | Diana Ross            | Diana Ross            | Diana Ross            | Diana Ross            | Diana Ross            | Diana Ross            | Diana Ross            | Diana Ross            | Diana Ross            | Diana Ross            | Diana Ross            | Diana Ross            | Diana Ross            | Diana Ross            | Diana Ross            | Diana Ross            | Diana Ross            | Diana Ross            | Diana Ross            | Diana Ross            | Diana Ross            | Diana Ross            | Diana Ross            | Diana Ross            | Diana Ross            | Diana Ross            | Diana Ross            | Diana Ross            | Diana Ross            | Diana Ross            | Diana Ross            | Diana Ross            | Diana Ross            | Diana Ross            | Diana Ross            | Diana Ross            | Diana Ross            | Diana Ross            | Diana Ross            | Diana Ross            | Diana Ross            | Diana Ross            | Diana Ross            | Diana Ross            | Diana Ross            | Diana Ross            | Diana Ross            | Diana Ross            | Diana Ross            | Diana Ross            | Diana Ross            | Diana Ross            | Diana Ross            | Diana Ross            | Diana Ross            | Diana Ross            | Diana Ross            | Diana Ross            | Diana Ross            | Diana Ross            | Diana Ross            | Diana Ross            | Diana Ross            | Diana Ross            | Diana Ross            | Diana Ross            | Diana Ross            | Diana Ross            | Diana Ross            | Diana Ross            | Diana Ross            | Diana Ross            | Diana Ross            | Diana Ross            | Diana Ross            | Diana Ross            | Diana Ross            | Diana Ross            | Endless Love                         | Endless Love                         | Endless Love                         | Endless Love                         | Endless Love                         | Endless Love                         | Endless Love                         | Endless Love                         | Endless Love                         | Endless Love                         | Endless Love                         | Endless Love                         | Endless Love                         | Endless Love                         | Endless Love                         | Endless Love                         | Endless Love                         | Endless Love                         | Endless Love                         | Endless Love                         | Endless Love                         | Endless Love                         | Endless Love                         | Endless Love                         | Endless Love                         | Endless Love                         | Endless Love                         | Endless Love                         | Endless Love                         | Endless Love                         | Endless Love                         | Endless Love                         | Endless Love                         | Endless Love                         | Endless Love                         | Endless Love                         | Endless Love                         | Endless Love                         | Endless Love                         | Endless Love                         | Endless Love                         | Endless Love                         | Endless Love                         | Endless Love                         | Endless Love                         | Endless Love                         | Endless Love                         | Endless Love                         | Endless Love                         | Endless Love                         | Endless Love                         | Endless Love                         | Endless Love                         | Endless Love                         | Endless Love                         | Endless Love                         | Endless Love                         | Endless Love                         | Endless Love                         | Endless Love                         | Endless Love                         | Endless Love                         | Endless Love                         | Endless Love                         | Endless Love                         | Endless Love                         | Endless Love                         | Endless Love                         | Endless Love                         | Endless Love                         | Endless Love                         | Endless Love                         | Endless Love                         | Endless Love                         | Endless Love                         | Endless Love                         | Endless Love                         | Endless Love                         | Endless Love                         | Endless Love                         | Endless Love                         | Endless Love                         | Endless Love                         | Endless Love                         | Endless Love                         | Endless Love                         | Endless Love                         | Endless Love                         | Endless Love                         | Endless Love                         | Endless Love                         | Endless Love                         | Endless Love                         | Endless Love                         | Endless Love                         | Endless Love                         | Endless Love                         | Endless Love                         | Endless Love                         | Endless Love                         | Diana Ross et Lionel Richie | Diana Ross et Lionel Richie | Diana Ross et Lionel Richie | Diana Ross et Lionel Richie | Diana Ross et Lionel Richie | Diana Ross et Lionel Richie | Diana Ross et Lionel Richie | Diana Ross et Lionel Richie | Diana Ross et Lionel Richie | Diana Ross et Lionel Richie | Diana Ross et Lionel Richie | Diana Ross et Lionel Richie | Diana Ross et Lionel Richie | Diana Ross et Lionel Richie | Diana Ross et Lionel Richie | Diana Ross et Lionel Richie | Diana Ross et Lionel Richie | Diana Ross et Lionel Richie | Diana Ross et Lionel Richie | Diana Ross et Lionel Richie | Diana Ross et Lionel Richie | Diana Ross et Lionel Richie | Diana Ross et Lionel Richie | Diana Ross et Lionel Richie | Diana Ross et Lionel Richie | Diana Ross et Lionel Richie | Diana Ross et Lionel Richie | Diana Ross et Lionel Richie | Diana Ross et Lionel Richie | Diana Ross et Lionel Richie | Diana Ross et Lionel Richie | Diana Ross et Lionel Richie | Diana Ross et Lionel Richie | Diana Ross et Lionel Richie | Diana Ross et Lionel Richie | Diana Ross et Lionel Richie | Diana Ross et Lionel Richie | Diana Ross et Lionel Richie | Diana Ross et Lionel Richie | Diana Ross et Lionel Richie | Diana Ross et Lionel Richie | Diana Ross et Lionel Richie | Diana Ross et Lionel Richie | Diana Ross et Lionel Richie | Diana Ross et Lionel Richie | Diana Ross et Lionel Richie | Diana Ross et Lionel Richie | Diana Ross et Lionel Richie | Diana Ross et Lionel Richie | Diana Ross et Lionel Richie | Diana Ross et Lionel Richie | Diana Ross et Lionel Richie | Diana Ross et Lionel Richie | Diana Ross et Lionel Richie | Diana Ross et Lionel Richie | Diana Ross et Lionel Richie | Diana Ross et Lionel Richie | Diana Ross et Lionel Richie | Diana Ross et Lionel Richie | Diana Ross et Lionel Richie | Diana Ross et Lionel Richie | Diana Ross et Lionel Richie | Diana Ross et Lionel Richie | Diana Ross et Lionel Richie | Diana Ross et Lionel Richie | Diana Ross et Lionel Richie | Diana Ross et Lionel Richie | Diana Ross et Lionel Richie | Diana Ross et Lionel Richie | Diana Ross et Lionel Richie | Diana Ross et Lionel Richie | Diana Ross et Lionel Richie | Diana Ross et Lionel Richie | Diana Ross et Lionel Richie | Diana Ross et Lionel Richie | Diana Ross et Lionel Richie | Diana Ross et Lionel Richie | Diana Ross et Lionel Richie | Diana Ross et Lionel Richie | Diana Ross et Lionel Richie | Diana Ross et Lionel Richie | Diana Ross et Lionel Richie | Diana Ross et Lionel Richie | Diana Ross et Lionel Richie | Diana Ross et Lionel Richie | Diana Ross et Lionel Richie | Diana Ross et Lionel Richie | Diana Ross et Lionel Richie | Diana Ross et Lionel Richie | Diana Ross et Lionel Richie | Diana Ross et Lionel Richie | Diana Ross et Lionel Richie | Diana Ross et Lionel Richie | Diana Ross et Lionel Richie | Diana Ross et Lionel Richie | Diana Ross et Lionel Richie | Diana Ross et Lionel Richie | Diana Ross et Lionel Richie | Diana Ross et Lionel Richie | Diana Ross et Lionel Richie | 3       | 3       | 3       | 3       | 3       | 3       | 3       | 3       | 3       | 3       | 3       | 3       | 3       | 3       | 3       | 3       | 3       | 3       | 3       | 3       | 3       | 3       | 3       | 3       | 3       | 3       | 3       | 3       | 3       | 3       | 3       | 3       | 3       | 3       | 3       | 3       | 3       | 3       | 3       | 3       | 3       | 3       | 3       | 3       | 3       | 3       | 3       | 3       | 3       | 3       | 3       | 3       | 3       | 3       | 3       | 3       | 3       | 3       | 3       | 3       | 3       | 3       | 3       | 3       | 3       | 3       | 3       | 3       | 3       | 3       | 3       | 3       | 3       | 3       | 3       | 3       | 3       | 3       | 3       | 3       | 3       | 3       | 3       | 3       | 3       | 3       | 3       | 3       | 3       | 3       | 3       | 3       | 3       | 3       | 3       | 3       | 3       | 3       | 3       | 3       | Safe      | Safe      | Safe      | Safe      | Safe      | Safe      | Safe      | Safe      | Safe      | Safe      | Safe      | Safe      | Safe      | Safe      | Safe      | Safe      | Safe      | Safe      | Safe      | Safe      | Safe      | Safe      | Safe      | Safe      | Safe      | Safe      | Safe      | Safe      | Safe      | Safe      | Safe      | Safe      | Safe      | Safe      | Safe      | Safe      | Safe      | Safe      | Safe      | Safe      | Safe      | Safe      | Safe      | Safe      | Safe      | Safe      | Safe      | Safe      | Safe      | Safe      | Safe      | Safe      | Safe      | Safe      | Safe      | Safe      | Safe      | Safe      | Safe      | Safe      | Safe      | Safe      | Safe      | Safe      | Safe      | Safe      | Safe      | Safe      | Safe      | Safe      | Safe      | Safe      | Safe      | Safe      | Safe      | Safe      | Safe      | Safe      | Safe      | Safe      | Safe      | Safe      | Safe      | Safe      | Safe      | Safe      | Safe      | Safe      | Safe      | Safe      | Safe      | Safe      | Safe      | Safe      | Safe      | Safe      | Safe      | Safe      | Safe      | Safe      |
| Top 11          | Top 11          | Top 11          | Top 11          | Top 11          | Top 11          | Top 11          | Top 11          | Top 11          | Top 11          | Top 11          | Top 11          | Top 11          | Top 11          | Top 11          | Top 11          | Top 11          | Top 11          | Top 11          | Top 11          | Top 11          | Top 11          | Top 11          | Top 11          | Top 11          | Top 11          | Top 11          | Top 11          | Top 11          | Top 11          | Top 11          | Top 11          | Top 11          | Top 11          | Top 11          | Top 11          | Top 11          | Top 11          | Top 11          | Top 11          | Top 11          | Top 11          | Top 11          | Top 11          | Top 11          | Top 11          | Top 11          | Top 11          | Top 11          | Top 11          | Top 11          | Top 11          | Top 11          | Top 11          | Top 11          | Top 11          | Top 11          | Top 11          | Top 11          | Top 11          | Top 11          | Top 11          | Top 11          | Top 11          | Top 11          | Top 11          | Top 11          | Top 11          | Top 11          | Top 11          | Top 11          | Top 11          | Top 11          | Top 11          | Top 11          | Top 11          | Top 11          | Top 11          | Top 11          | Top 11          | Top 11          | Top 11          | Top 11          | Top 11          | Top 11          | Top 11          | Top 11          | Top 11          | Top 11          | Top 11          | Top 11          | Top 11          | Top 11          | Top 11          | Top 11          | Top 11          | Top 11          | Top 11          | Top 11          | Top 11          | British Invasion      | British Invasion      | British Invasion      | British Invasion      | British Invasion      | British Invasion      | British Invasion      | British Invasion      | British Invasion      | British Invasion      | British Invasion      | British Invasion      | British Invasion      | British Invasion      | British Invasion      | British Invasion      | British Invasion      | British Invasion      | British Invasion      | British Invasion      | British Invasion      | British Invasion      | British Invasion      | British Invasion      | British Invasion      | British Invasion      | British Invasion      | British Invasion      | British Invasion      | British Invasion      | British Invasion      | British Invasion      | British Invasion      | British Invasion      | British Invasion      | British Invasion      | British Invasion      | British Invasion      | British Invasion      | British Invasion      | British Invasion      | British Invasion      | British Invasion      | British Invasion      | British Invasion      | British Invasion      | British Invasion      | British Invasion      | British Invasion      | British Invasion      | British Invasion      | British Invasion      | British Invasion      | British Invasion      | British Invasion      | British Invasion      | British Invasion      | British Invasion      | British Invasion      | British Invasion      | British Invasion      | British Invasion      | British Invasion      | British Invasion      | British Invasion      | British Invasion      | British Invasion      | British Invasion      | British Invasion      | British Invasion      | British Invasion      | British Invasion      | British Invasion      | British Invasion      | British Invasion      | British Invasion      | British Invasion      | British Invasion      | British Invasion      | British Invasion      | British Invasion      | British Invasion      | British Invasion      | British Invasion      | British Invasion      | British Invasion      | British Invasion      | British Invasion      | British Invasion      | British Invasion      | British Invasion      | British Invasion      | British Invasion      | British Invasion      | British Invasion      | British Invasion      | British Invasion      | British Invasion      | British Invasion      | British Invasion      | She's Not There                      | She's Not There                      | She's Not There                      | She's Not There                      | She's Not There                      | She's Not There                      | She's Not There                      | She's Not There                      | She's Not There                      | She's Not There                      | She's Not There                      | She's Not There                      | She's Not There                      | She's Not There                      | She's Not There                      | She's Not There                      | She's Not There                      | She's Not There                      | She's Not There                      | She's Not There                      | She's Not There                      | She's Not There                      | She's Not There                      | She's Not There                      | She's Not There                      | She's Not There                      | She's Not There                      | She's Not There                      | She's Not There                      | She's Not There                      | She's Not There                      | She's Not There                      | She's Not There                      | She's Not There                      | She's Not There                      | She's Not There                      | She's Not There                      | She's Not There                      | She's Not There                      | She's Not There                      | She's Not There                      | She's Not There                      | She's Not There                      | She's Not There                      | She's Not There                      | She's Not There                      | She's Not There                      | She's Not There                      | She's Not There                      | She's Not There                      | She's Not There                      | She's Not There                      | She's Not There                      | She's Not There                      | She's Not There                      | She's Not There                      | She's Not There                      | She's Not There                      | She's Not There                      | She's Not There                      | She's Not There                      | She's Not There                      | She's Not There                      | She's Not There                      | She's Not There                      | She's Not There                      | She's Not There                      | She's Not There                      | She's Not There                      | She's Not There                      | She's Not There                      | She's Not There                      | She's Not There                      | She's Not There                      | She's Not There                      | She's Not There                      | She's Not There                      | She's Not There                      | She's Not There                      | She's Not There                      | She's Not There                      | She's Not There                      | She's Not There                      | She's Not There                      | She's Not There                      | She's Not There                      | She's Not There                      | She's Not There                      | She's Not There                      | She's Not There                      | She's Not There                      | She's Not There                      | She's Not There                      | She's Not There                      | She's Not There                      | She's Not There                      | She's Not There                      | She's Not There                      | She's Not There                      | She's Not There                      | The Zombies                 | The Zombies                 | The Zombies                 | The Zombies                 | The Zombies                 | The Zombies                 | The Zombies                 | The Zombies                 | The Zombies                 | The Zombies                 | The Zombies                 | The Zombies                 | The Zombies                 | The Zombies                 | The Zombies                 | The Zombies                 | The Zombies                 | The Zombies                 | The Zombies                 | The Zombies                 | The Zombies                 | The Zombies                 | The Zombies                 | The Zombies                 | The Zombies                 | The Zombies                 | The Zombies                 | The Zombies                 | The Zombies                 | The Zombies                 | The Zombies                 | The Zombies                 | The Zombies                 | The Zombies                 | The Zombies                 | The Zombies                 | The Zombies                 | The Zombies                 | The Zombies                 | The Zombies                 | The Zombies                 | The Zombies                 | The Zombies                 | The Zombies                 | The Zombies                 | The Zombies                 | The Zombies                 | The Zombies                 | The Zombies                 | The Zombies                 | The Zombies                 | The Zombies                 | The Zombies                 | The Zombies                 | The Zombies                 | The Zombies                 | The Zombies                 | The Zombies                 | The Zombies                 | The Zombies                 | The Zombies                 | The Zombies                 | The Zombies                 | The Zombies                 | The Zombies                 | The Zombies                 | The Zombies                 | The Zombies                 | The Zombies                 | The Zombies                 | The Zombies                 | The Zombies                 | The Zombies                 | The Zombies                 | The Zombies                 | The Zombies                 | The Zombies                 | The Zombies                 | The Zombies                 | The Zombies                 | The Zombies                 | The Zombies                 | The Zombies                 | The Zombies                 | The Zombies                 | The Zombies                 | The Zombies                 | The Zombies                 | The Zombies                 | The Zombies                 | The Zombies                 | The Zombies                 | The Zombies                 | The Zombies                 | The Zombies                 | The Zombies                 | The Zombies                 | The Zombies                 | The Zombies                 | The Zombies                 | 10      | 10      | 10      | 10      | 10      | 10      | 10      | 10      | 10      | 10      | 10      | 10      | 10      | 10      | 10      | 10      | 10      | 10      | 10      | 10      | 10      | 10      | 10      | 10      | 10      | 10      | 10      | 10      | 10      | 10      | 10      | 10      | 10      | 10      | 10      | 10      | 10      | 10      | 10      | 10      | 10      | 10      | 10      | 10      | 10      | 10      | 10      | 10      | 10      | 10      | 10      | 10      | 10      | 10      | 10      | 10      | 10      | 10      | 10      | 10      | 10      | 10      | 10      | 10      | 10      | 10      | 10      | 10      | 10      | 10      | 10      | 10      | 10      | 10      | 10      | 10      | 10      | 10      | 10      | 10      | 10      | 10      | 10      | 10      | 10      | 10      | 10      | 10      | 10      | 10      | 10      | 10      | 10      | 10      | 10      | 10      | 10      | 10      | 10      | 10      | Safe      | Safe      | Safe      | Safe      | Safe      | Safe      | Safe      | Safe      | Safe      | Safe      | Safe      | Safe      | Safe      | Safe      | Safe      | Safe      | Safe      | Safe      | Safe      | Safe      | Safe      | Safe      | Safe      | Safe      | Safe      | Safe      | Safe      | Safe      | Safe      | Safe      | Safe      | Safe      | Safe      | Safe      | Safe      | Safe      | Safe      | Safe      | Safe      | Safe      | Safe      | Safe      | Safe      | Safe      | Safe      | Safe      | Safe      | Safe      | Safe      | Safe      | Safe      | Safe      | Safe      | Safe      | Safe      | Safe      | Safe      | Safe      | Safe      | Safe      | Safe      | Safe      | Safe      | Safe      | Safe      | Safe      | Safe      | Safe      | Safe      | Safe      | Safe      | Safe      | Safe      | Safe      | Safe      | Safe      | Safe      | Safe      | Safe      | Safe      | Safe      | Safe      | Safe      | Safe      | Safe      | Safe      | Safe      | Safe      | Safe      | Safe      | Safe      | Safe      | Safe      | Safe      | Safe      | Safe      | Safe      | Safe      | Safe      | Safe      |
| Top 10          | Top 10          | Top 10          | Top 10          | Top 10          | Top 10          | Top 10          | Top 10          | Top 10          | Top 10          | Top 10          | Top 10          | Top 10          | Top 10          | Top 10          | Top 10          | Top 10          | Top 10          | Top 10          | Top 10          | Top 10          | Top 10          | Top 10          | Top 10          | Top 10          | Top 10          | Top 10          | Top 10          | Top 10          | Top 10          | Top 10          | Top 10          | Top 10          | Top 10          | Top 10          | Top 10          | Top 10          | Top 10          | Top 10          | Top 10          | Top 10          | Top 10          | Top 10          | Top 10          | Top 10          | Top 10          | Top 10          | Top 10          | Top 10          | Top 10          | Top 10          | Top 10          | Top 10          | Top 10          | Top 10          | Top 10          | Top 10          | Top 10          | Top 10          | Top 10          | Top 10          | Top 10          | Top 10          | Top 10          | Top 10          | Top 10          | Top 10          | Top 10          | Top 10          | Top 10          | Top 10          | Top 10          | Top 10          | Top 10          | Top 10          | Top 10          | Top 10          | Top 10          | Top 10          | Top 10          | Top 10          | Top 10          | Top 10          | Top 10          | Top 10          | Top 10          | Top 10          | Top 10          | Top 10          | Top 10          | Top 10          | Top 10          | Top 10          | Top 10          | Top 10          | Top 10          | Top 10          | Top 10          | Top 10          | Top 10          | No Doubt/Gwen Stefani | No Doubt/Gwen Stefani | No Doubt/Gwen Stefani | No Doubt/Gwen Stefani | No Doubt/Gwen Stefani | No Doubt/Gwen Stefani | No Doubt/Gwen Stefani | No Doubt/Gwen Stefani | No Doubt/Gwen Stefani | No Doubt/Gwen Stefani | No Doubt/Gwen Stefani | No Doubt/Gwen Stefani | No Doubt/Gwen Stefani | No Doubt/Gwen Stefani | No Doubt/Gwen Stefani | No Doubt/Gwen Stefani | No Doubt/Gwen Stefani | No Doubt/Gwen Stefani | No Doubt/Gwen Stefani | No Doubt/Gwen Stefani | No Doubt/Gwen Stefani | No Doubt/Gwen Stefani | No Doubt/Gwen Stefani | No Doubt/Gwen Stefani | No Doubt/Gwen Stefani | No Doubt/Gwen Stefani | No Doubt/Gwen Stefani | No Doubt/Gwen Stefani | No Doubt/Gwen Stefani | No Doubt/Gwen Stefani | No Doubt/Gwen Stefani | No Doubt/Gwen Stefani | No Doubt/Gwen Stefani | No Doubt/Gwen Stefani | No Doubt/Gwen Stefani | No Doubt/Gwen Stefani | No Doubt/Gwen Stefani | No Doubt/Gwen Stefani | No Doubt/Gwen Stefani | No Doubt/Gwen Stefani | No Doubt/Gwen Stefani | No Doubt/Gwen Stefani | No Doubt/Gwen Stefani | No Doubt/Gwen Stefani | No Doubt/Gwen Stefani | No Doubt/Gwen Stefani | No Doubt/Gwen Stefani | No Doubt/Gwen Stefani | No Doubt/Gwen Stefani | No Doubt/Gwen Stefani | No Doubt/Gwen Stefani | No Doubt/Gwen Stefani | No Doubt/Gwen Stefani | No Doubt/Gwen Stefani | No Doubt/Gwen Stefani | No Doubt/Gwen Stefani | No Doubt/Gwen Stefani | No Doubt/Gwen Stefani | No Doubt/Gwen Stefani | No Doubt/Gwen Stefani | No Doubt/Gwen Stefani | No Doubt/Gwen Stefani | No Doubt/Gwen Stefani | No Doubt/Gwen Stefani | No Doubt/Gwen Stefani | No Doubt/Gwen Stefani | No Doubt/Gwen Stefani | No Doubt/Gwen Stefani | No Doubt/Gwen Stefani | No Doubt/Gwen Stefani | No Doubt/Gwen Stefani | No Doubt/Gwen Stefani | No Doubt/Gwen Stefani | No Doubt/Gwen Stefani | No Doubt/Gwen Stefani | No Doubt/Gwen Stefani | No Doubt/Gwen Stefani | No Doubt/Gwen Stefani | No Doubt/Gwen Stefani | No Doubt/Gwen Stefani | No Doubt/Gwen Stefani | No Doubt/Gwen Stefani | No Doubt/Gwen Stefani | No Doubt/Gwen Stefani | No Doubt/Gwen Stefani | No Doubt/Gwen Stefani | No Doubt/Gwen Stefani | No Doubt/Gwen Stefani | No Doubt/Gwen Stefani | No Doubt/Gwen Stefani | No Doubt/Gwen Stefani | No Doubt/Gwen Stefani | No Doubt/Gwen Stefani | No Doubt/Gwen Stefani | No Doubt/Gwen Stefani | No Doubt/Gwen Stefani | No Doubt/Gwen Stefani | No Doubt/Gwen Stefani | No Doubt/Gwen Stefani | No Doubt/Gwen Stefani | Every Little Thing She Does Is Magic | Every Little Thing She Does Is Magic | Every Little Thing She Does Is Magic | Every Little Thing She Does Is Magic | Every Little Thing She Does Is Magic | Every Little Thing She Does Is Magic | Every Little Thing She Does Is Magic | Every Little Thing She Does Is Magic | Every Little Thing She Does Is Magic | Every Little Thing She Does Is Magic | Every Little Thing She Does Is Magic | Every Little Thing She Does Is Magic | Every Little Thing She Does Is Magic | Every Little Thing She Does Is Magic | Every Little Thing She Does Is Magic | Every Little Thing She Does Is Magic | Every Little Thing She Does Is Magic | Every Little Thing She Does Is Magic | Every Little Thing She Does Is Magic | Every Little Thing She Does Is Magic | Every Little Thing She Does Is Magic | Every Little Thing She Does Is Magic | Every Little Thing She Does Is Magic | Every Little Thing She Does Is Magic | Every Little Thing She Does Is Magic | Every Little Thing She Does Is Magic | Every Little Thing She Does Is Magic | Every Little Thing She Does Is Magic | Every Little Thing She Does Is Magic | Every Little Thing She Does Is Magic | Every Little Thing She Does Is Magic | Every Little Thing She Does Is Magic | Every Little Thing She Does Is Magic | Every Little Thing She Does Is Magic | Every Little Thing She Does Is Magic | Every Little Thing She Does Is Magic | Every Little Thing She Does Is Magic | Every Little Thing She Does Is Magic | Every Little Thing She Does Is Magic | Every Little Thing She Does Is Magic | Every Little Thing She Does Is Magic | Every Little Thing She Does Is Magic | Every Little Thing She Does Is Magic | Every Little Thing She Does Is Magic | Every Little Thing She Does Is Magic | Every Little Thing She Does Is Magic | Every Little Thing She Does Is Magic | Every Little Thing She Does Is Magic | Every Little Thing She Does Is Magic | Every Little Thing She Does Is Magic | Every Little Thing She Does Is Magic | Every Little Thing She Does Is Magic | Every Little Thing She Does Is Magic | Every Little Thing She Does Is Magic | Every Little Thing She Does Is Magic | Every Little Thing She Does Is Magic | Every Little Thing She Does Is Magic | Every Little Thing She Does Is Magic | Every Little Thing She Does Is Magic | Every Little Thing She Does Is Magic | Every Little Thing She Does Is Magic | Every Little Thing She Does Is Magic | Every Little Thing She Does Is Magic | Every Little Thing She Does Is Magic | Every Little Thing She Does Is Magic | Every Little Thing She Does Is Magic | Every Little Thing She Does Is Magic | Every Little Thing She Does Is Magic | Every Little Thing She Does Is Magic | Every Little Thing She Does Is Magic | Every Little Thing She Does Is Magic | Every Little Thing She Does Is Magic | Every Little Thing She Does Is Magic | Every Little Thing She Does Is Magic | Every Little Thing She Does Is Magic | Every Little Thing She Does Is Magic | Every Little Thing She Does Is Magic | Every Little Thing She Does Is Magic | Every Little Thing She Does Is Magic | Every Little Thing She Does Is Magic | Every Little Thing She Does Is Magic | Every Little Thing She Does Is Magic | Every Little Thing She Does Is Magic | Every Little Thing She Does Is Magic | Every Little Thing She Does Is Magic | Every Little Thing She Does Is Magic | Every Little Thing She Does Is Magic | Every Little Thing She Does Is Magic | Every Little Thing She Does Is Magic | Every Little Thing She Does Is Magic | Every Little Thing She Does Is Magic | Every Little Thing She Does Is Magic | Every Little Thing She Does Is Magic | Every Little Thing She Does Is Magic | Every Little Thing She Does Is Magic | Every Little Thing She Does Is Magic | Every Little Thing She Does Is Magic | Every Little Thing She Does Is Magic | Every Little Thing She Does Is Magic | Every Little Thing She Does Is Magic | The Police                  | The Police                  | The Police                  | The Police                  | The Police                  | The Police                  | The Police                  | The Police                  | The Police                  | The Police                  | The Police                  | The Police                  | The Police                  | The Police                  | The Police                  | The Police                  | The Police                  | The Police                  | The Police                  | The Police                  | The Police                  | The Police                  | The Police                  | The Police                  | The Police                  | The Police                  | The Police                  | The Police                  | The Police                  | The Police                  | The Police                  | The Police                  | The Police                  | The Police                  | The Police                  | The Police                  | The Police                  | The Police                  | The Police                  | The Police                  | The Police                  | The Police                  | The Police                  | The Police                  | The Police                  | The Police                  | The Police                  | The Police                  | The Police                  | The Police                  | The Police                  | The Police                  | The Police                  | The Police                  | The Police                  | The Police                  | The Police                  | The Police                  | The Police                  | The Police                  | The Police                  | The Police                  | The Police                  | The Police                  | The Police                  | The Police                  | The Police                  | The Police                  | The Police                  | The Police                  | The Police                  | The Police                  | The Police                  | The Police                  | The Police                  | The Police                  | The Police                  | The Police                  | The Police                  | The Police                  | The Police                  | The Police                  | The Police                  | The Police                  | The Police                  | The Police                  | The Police                  | The Police                  | The Police                  | The Police                  | The Police                  | The Police                  | The Police                  | The Police                  | The Police                  | The Police                  | The Police                  | The Police                  | The Police                  | The Police                  | 2       | 2       | 2       | 2       | 2       | 2       | 2       | 2       | 2       | 2       | 2       | 2       | 2       | 2       | 2       | 2       | 2       | 2       | 2       | 2       | 2       | 2       | 2       | 2       | 2       | 2       | 2       | 2       | 2       | 2       | 2       | 2       | 2       | 2       | 2       | 2       | 2       | 2       | 2       | 2       | 2       | 2       | 2       | 2       | 2       | 2       | 2       | 2       | 2       | 2       | 2       | 2       | 2       | 2       | 2       | 2       | 2       | 2       | 2       | 2       | 2       | 2       | 2       | 2       | 2       | 2       | 2       | 2       | 2       | 2       | 2       | 2       | 2       | 2       | 2       | 2       | 2       | 2       | 2       | 2       | 2       | 2       | 2       | 2       | 2       | 2       | 2       | 2       | 2       | 2       | 2       | 2       | 2       | 2       | 2       | 2       | 2       | 2       | 2       | 2       | Eliminaté | Eliminaté | Eliminaté | Eliminaté | Eliminaté | Eliminaté | Eliminaté | Eliminaté | Eliminaté | Eliminaté | Eliminaté | Eliminaté | Eliminaté | Eliminaté | Eliminaté | Eliminaté | Eliminaté | Eliminaté | Eliminaté | Eliminaté | Eliminaté | Eliminaté | Eliminaté | Eliminaté | Eliminaté | Eliminaté | Eliminaté | Eliminaté | Eliminaté | Eliminaté | Eliminaté | Eliminaté | Eliminaté | Eliminaté | Eliminaté | Eliminaté | Eliminaté | Eliminaté | Eliminaté | Eliminaté | Eliminaté | Eliminaté | Eliminaté | Eliminaté | Eliminaté | Eliminaté | Eliminaté | Eliminaté | Eliminaté | Eliminaté | Eliminaté | Eliminaté | Eliminaté | Eliminaté | Eliminaté | Eliminaté | Eliminaté | Eliminaté | Eliminaté | Eliminaté | Eliminaté | Eliminaté | Eliminaté | Eliminaté | Eliminaté | Eliminaté | Eliminaté | Eliminaté | Eliminaté | Eliminaté | Eliminaté | Eliminaté | Eliminaté | Eliminaté | Eliminaté | Eliminaté | Eliminaté | Eliminaté | Eliminaté | Eliminaté | Eliminaté | Eliminaté | Eliminaté | Eliminaté | Eliminaté | Eliminaté | Eliminaté | Eliminaté | Eliminaté | Eliminaté | Eliminaté | Eliminaté | Eliminaté | Eliminaté | Eliminaté | Eliminaté | Eliminaté | Eliminaté | Eliminaté | Eliminaté |

## Discographie

### Albums
| Année | Album                                                         | Ventes |
| ----- | ------------------------------------------------------------- | ------ |
| 2001  | "Berg: Vessel" as Berg (Chris Sligh)                          |        |
| 2002  | "Someone Just Like You"                                       |        |
| 2005  | "Half Past Forever" (with Half Past Forever)                  |        |
| 2005  | "Besides..." (with Half Past Forever)                         |        |
| 2007  | Take a Chance on Something Beautiful (with Half Past Forever) | 1,700  |
| 2008  | Running Back to You                                           | 54,000 |
| 2009  | Christmas EP                                                  |        |
| 2010  | The Anatomy of Broken                                         | 10,000 |
| 2012  | For Our God and King                                          |        |

### Singles
| 2007                                                   | "Hero"              | —  |        | Take a Chance On Something Beautiful |
| 2008                                                   | "Empty Me"          | 6  | 52,000 | Running Back to You                  |
| 2008                                                   | "Arise"             | 30 |        | Running Back to You                  |
| 2010                                                   | "Only You Can Save" | 13 | 10,000 | The Anatomy of Broken                |
| "—" denotes the single failed to chart or not released |                     |    |        |                                      |

## Liens
- Half Past Forever Website
- Chris Sligh's personal blog
- Chris Sligh on MySpace